# GP Близнецов
GP Близнецов (лат. GP Geminorum) — двойная затменная переменная звезда типа Беты Лиры (EB) в созвездии Близнецов на расстоянии приблизительно 5 362 световых лет (около 1 644 парсек) от Солнца. Видимая звёздная величина звезды — от +13,5m до +13,1m. Орбитальный период — около 1,5947 суток.
Открыта Куно Хофмейстером в 1944 году.

## Характеристики
Первый компонент — бело-голубая звезда спектрального класса B5. Радиус — около 2,23 солнечных, светимость — около 11,593 солнечных. Эффективная температура — около 7137 К.
Второй компонент — бело-голубая звезда спектрального класса B.